# Kyndall Dykes
Kyndall Dykes (Nueva Orleans, Louisiana, 10 de noviembre de 1987) es un jugador de baloncesto estadounidense que pertenece a la plantilla del Club Africain de la Pro A de Túnez. Con 1,91 metros de estatura, juega en la posición de escolta. Es internacional con la selección de Palestina.

## Trayectoria deportiva
El jugador nacido en Nueva Orleans, formado durante dos temporadas en la Universidad de Nueva Orleans, donde estuvo de 2007 a 2009 jugando para los New Orleans Privateers.
Más tarde, comenzaría su aventura como profesional en Europa en las filas del U-BT Cluj-Napoca rumano, en el que jugaría en tres etapas distintas, la primera en la temporada 2011-12, la segunda en las temporadas 2015-16 y 2016-17, siendo su tercera en la temporada 2018-19. Con el club rumano lograría dos ligas domésticas en 2011 y 2017, además de jugar competiciones europeas como FIBA EuroChallenge, Eurocup y Basketball Champions League.
En la temporadas 2012-13 y 2013-14 jugaría la Superliga de baloncesto de Ucrania en las filas del BC Hoverla y Politekhnika-Halychyna Lviv, respectivamente.
En la temporada 2014-15, jugaría en el Hapoel Galil Gilboa israelí con el que disputó 7 partidos y acabaría la temporada en el Baschet Club Mureş rumano.
En la temporada 2017-18, jugaría en el Amici Pallacanestro Udinese de la Serie A2 italiana.
En la temporada 2019-20, la alterna entre el Líbano con el que jugó para el Beirut Club, en el Asseco Prokom Gdynia de la Polska Liga Koszykówki y en el Al-Muharraq Sports Club y el Al-Hala de Baréin.
El 12 de enero de 2021, firma por el Anwil Włocławek de la Polska Liga Koszykówki.   En mayo se unió al equipo dominicano San Carlos, volviendo luego al club polaco para disputar la temporada 2021-22.
En julio de 2022 fue contratado por el club egipcio Al-Ittihad Alexandría, con el que jugó en el campeonato local, pasando en abril de 2023 a formar parte del Al-Ahly Benghazi de Libia.

## Selección nacional
En 2021 jugó en la clasificación para el Campeonato FIBA Asia de 2022 con la selección de baloncesto de Palestina.